# Metrichia geminata
Metrichia geminata är en nattsländeart som först beskrevs av Oliver S. Flint Jr. 1996.  Metrichia geminata ingår i släktet Metrichia och familjen smånattsländor. Inga underarter finns listade i Catalogue of Life.